# Batalha de Salzbach
A Batalha de Salzbach, ou Sasbach, ocorreu em 27 de julho de 1675 durante a Guerra Franco-Holandesa, quando um exército imperial comandado por Raimondo Montecuccoli confrontou uma força francesa comandada pelo marechal Turenne. A "batalha" consistiu principalmente em um duelo de artilharia, durante o qual Turenne foi morto por uma bala de canhão.

## Contexto
Quando a Guerra Franco-Holandesa começou em maio de 1672, as tropas francesas rapidamente invadiram grande parte da República Holandesa, ajudadas pelo apoio naval inglês. Em julho, a posição holandesa havia se estabilizado, enquanto a preocupação com os ganhos franceses trouxe o apoio de Brandemburgo-Prússia, do imperador Leopoldo e de Carlos II de Espanha. Em agosto de 1673, um Exército Imperial entrou na Renânia; enfrentando a guerra em várias frentes, Luís XIV abandonou a maior parte de seus ganhos na Holanda para se concentrar em outro lugar.
Em janeiro de 1674, a Dinamarca juntou-se à coalizão anti-francesa, enquanto o Tratado de Westminster de fevereiro encerrou a Terceira Guerra Anglo-Holandesa. Depois de completar a reconquista de Franche-Comté em junho, o principal exército francês sob o comando de Condé obteve uma vitória apertada sobre uma força holandesa-espanhola combinada sob o comando de Guilherme de Orange em Seneffe em agosto.  No entanto, as perdas francesas foram tão altas que Condé foi obrigado a permanecer na defensiva.
As forças francesas na Alemanha eram lideradas por Turenne; de 1673 a 1674, ele obteve uma série de vitórias sobre as forças imperiais superiores lideradas por Alexander von Bournonville e Raimondo Montecuccoli, o único comandante contemporâneo visto como igual a Turenne. A campanha que começou em junho de 1674 e terminou com sua morte em julho de 1675, foi descrita como "possivelmente a campanha mais brilhante de Turenne". Apesar de estar em desvantagem numérica significativa, ele lutou contra Bournonville até a paralisação em Entzheim no início de outubro, e então obteve uma vitória decisiva em Turckheim em janeiro de 1675.